# Опочно
Опо́чно (пол. Opoczno) — місто в центральній Польщі.
Адміністративний центр Опочинського повіту Лодзького воєводства.

## Демографія
Демографічна структура станом на 31 березня 2011 року:
|          | Загалом | Допрацездатний вік | Працездатний вік | Постпрацездатний вік |
| -------- | ------- | ------------------ | ---------------- | -------------------- |
| Чоловіки | 11001   | 2225               | 7919             | 857                  |
| Жінки    | 11582   | 2105               | 7350             | 2127                 |
| Разом    | 22583   | 4330               | 15269            | 2984                 |